# دلار آیزنهاور
دلار آیزنهاور (به انگلیسی: Eisenhower dollar) یک سکه یک دلاری بود که توسط ضرابخانه ایالات متحده آمریکا از سال ۱۹۷۱ تا ۱۹۷۸ منتشر شد. این اولین سکه با این ارزش بود که توسط ضرابخانه از زمان پایان مجموعه دلار صلح در سال ۱۹۳۵ منتشر شد. در جلوی این سکه تصویر دوایت آیزنهاور و در پشت تصویری نمادین از ماموریت آپولو ۱۱ به ماه در سال ۱۹۶۹ بر اساس نشان ماموریت طراحی شده توسط فضانورد مایکل کالینز نقش بسته‌است.